# Transfix
Transfix är affix vars beståndsdelar "blandar sig" med rotmorfemens, så att deras olika fonem dyker upp på olika sidor om de senares. De kan således upplevas som kombinationer av infix och ibland prefix och/eller suffix. Transfix är vanliga i bl.a. arabiska, där de ofta yttrar sig som olika vokalkombinationer som träs in i rötter bestående av konsonantkombinationer.
Svenskan saknar transfix, men om vi försöker betrakta vissa ord och deras böjning isolerat från vad vi vet om språket i övrigt och om dess övriga ord, är det teoretiskt möjligt att uppfatta vissa böjningar som transfix- (och infix-) konstruktioner. Det gäller bl.a. för starka verb som till exempel "vinna" och "dricka". Vi skulle kunna bedöma att det är fråga om konsonantrötter (vnn, drck) i vilka bl.a. böjningstransfixen i-a (vinna, dricka), u-it (vunnit, druckit), i-er (vinner, dricker) och u-en (vunnen, drucken) liksom "infixet" a (vann, drack) kan sättas in.